# V369 Андромеды
V369 Андромеды (лат. V369 Andromedae) — тройная звезда в созвездии Андромеды на расстоянии приблизительно 2494 световых лет (около 765 парсеков) от Солнца.

## Характеристики
Первый компонент (WDS J01579+4734A) — красный гигант, пульсирующая медленная неправильная переменная звезда (LB:) спектрального класса M0. Видимая звёздная величина звезды — от +9,18m до +9,07m. Масса — около 1,925 солнечной, радиус — около 47,31 солнечных, светимость — около 320,358 солнечных. Эффективная температура — около 4063 K.
Второй компонент — коричневый карлик. Масса — около 72,38 юпитерианских. Удалён на 1,861 а.е..
Третий компонент (WDS J01579+4734B). Видимая звёздная величина звезды — +9,5m. Удалён на 0,1 угловой секунды.